# Victor-Charles Quinton
Victor-Charles Quinton MEP (* 4. November 1866 in Carelles, Département Mayenne; † 4. Oktober 1924) war ein französischer römisch-katholischer Ordensgeistlicher und Apostolischer Vikar von West-Cochin.

## Leben
Victor-Charles Quinton trat der Ordensgemeinschaft der Pariser Mission bei und empfing am 21. September 1889 das Sakrament der Priesterweihe.
Am 12. Dezember 1912 ernannte ihn Papst Pius X. zum Titularbischof von Laranda und zum Koadjutorvikar von West-Cochin. Der Apostolische Vikar von West-Cochin, Lucien-Émile Mossard MEP, spendete ihm am 15. April 1913 die Bischofsweihe; Mitkonsekratoren waren der Apostolische Vikar von Ost-Cochin, Damien Grangeon MEP, und der Apostolische Vikar von Kambodscha, Jean-Claude Bouchut MEP.
Victor-Charles Quinton wurde am 11. Februar 1920 in Nachfolge von Lucien-Emile Mossard MEP Apostolischer Vikar von West-Tonking.